# Gordaliza del Pino
Gordaliza del Pino es un municipio y villa española de la provincia de León, en la comunidad autónoma de Castilla y León. Cuenta con una población de 239 habitantes (INE 2024).

## Geografía

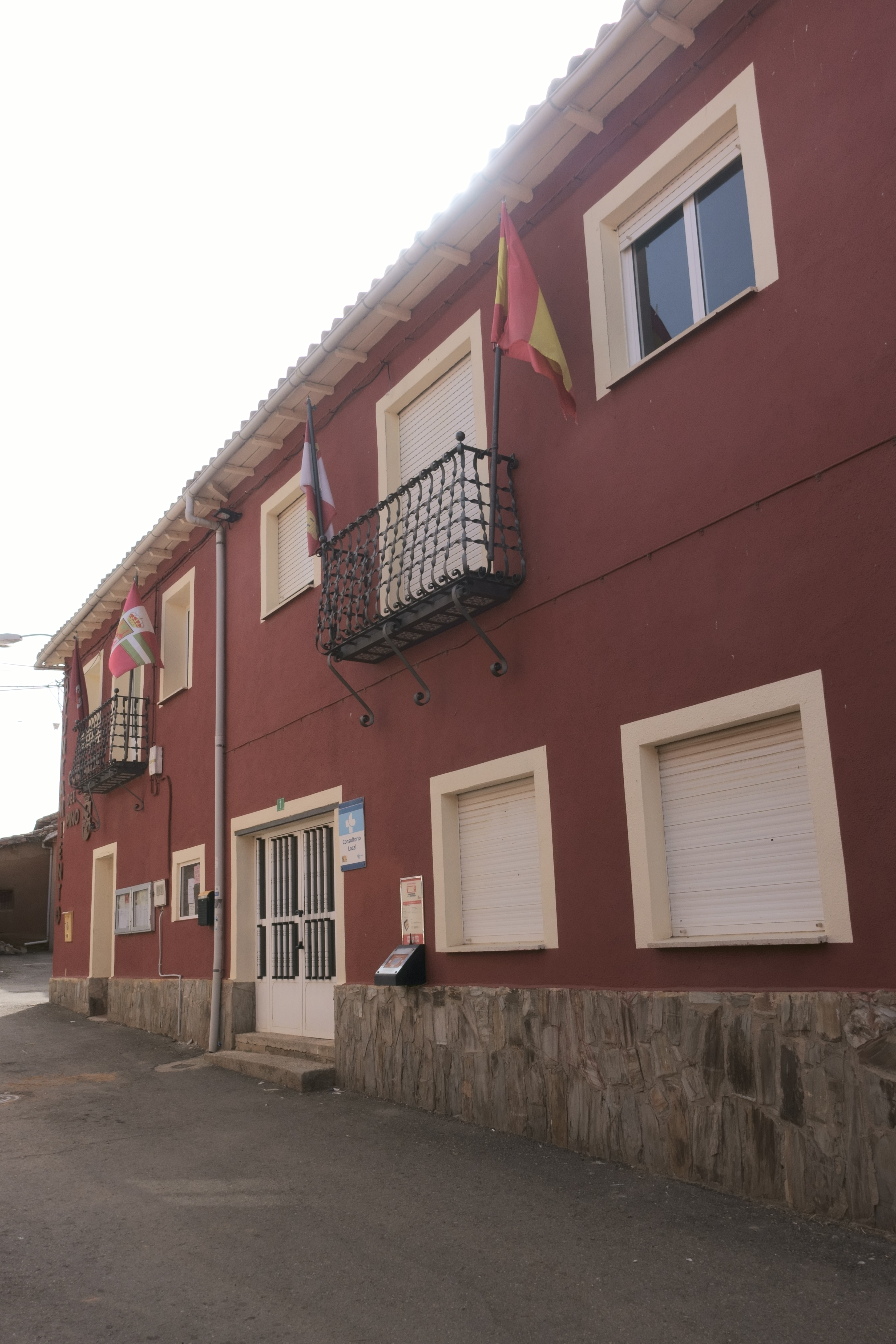
Casa consistorial

Se sitúa sobre el arroyo de Pozuelo, afluente del arroyo de Senadas, este a su vez del arroyo del Rujidero que desemboca en el río Cea.
Los terrenos de Gordaliza del Pino limitan con los de Bercianos del Real Camino al norte, Calzada del Coto al noreste, Sahagún y San Pedro de las Dueñas al este, Galleguillos de Campos, Arenillas de Valderaduey y Melgar de Arriba al sureste, Valdespino de Vaca y San Miguel de Montañán al sur, Villeza al suroeste, Vallecillo al oeste y Las Grañeras al noroeste.
Con una economía tradicionalmente agrícola, este municipio sufre un proceso de despoblación debido al cerecimiento de la edad media de sus habitantes, unido al constante aumento de la emigración de nuevas gereaciones a núcleos más grandes de población.

## Medio natural
Una pequeña parte del sur de su término municipal está integrado dentro de la Zona de especial protección para las aves denominada La Nava - Campos Norte perteneciente a la Red Natura 2000.

## Demografía
Cuenta con una población de 239 habitantes (INE 2024).
| Gráfica de evolución demográfica de Gordaliza del Pino entre 1857 y 2021 |
| |
| Población de derecho según los censos de población del INE Población de hecho según los censos de población del INE Entre el censo de 1857 y el anterior aparece este municipio porque se segrega de Vallecillo |